# Cadoc

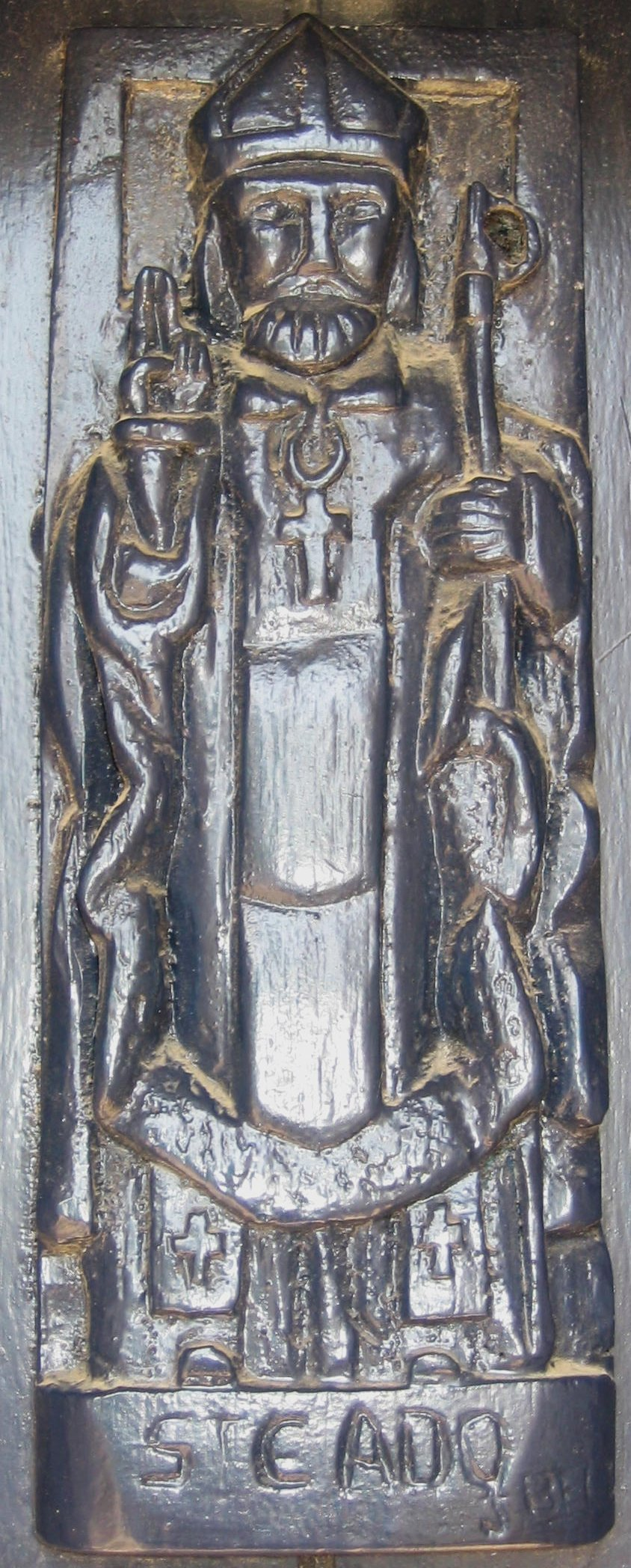
Beeld van Cadoc op het île de Saint-Cado in het estuarium van Étel in Bretagne

Cadoc, of Docus, Cathmael, Cadvael of Codocus, (overleden in 580) was een bisschop en heilige uit Wales.

## Levensverhaal
Cadoc was volgens de legende de zoon van Gwynllyw, een koning van een gebied in Wales en roversbaas, die met een groep van driehonderd bewapende mannen Gladys, de dochter van een aangrenzende hoofdman geschaakt had om met haar te trouwen. Tweehonderd van diens volgelingen kwamen om bij deze operatie. Wonderlijk genoeg kwam er uit deze Welshe woestelingen een beschaafd en verlicht vorst als Cadoc voort. Zijn vader had Cadoc echter onder de hoede van een Ierse monnik geplaatst, nadat die zijn koe kwam terugvragen die Gwynllyw van de man gestolen had. Hier leerde Cadoc de beginselen van het Latijn, maar hij gaf er na een verblijf in Ierland de voorkeur aan om priester te worden in de plaats van vorst.

## Muizen en rovers
Een aantal legenden doet de ronde over Cadoc. Een weldoorvoede witte muis zou tijdens een hongersnood een graankorrel hebben laten vallen tussen zijn boeken op tafel. Cadoc volgde de muis en ontdekte zo een oude voorraadkelder, die vol met graan was. Volgens een ander verhaal verstopte hij zich in een bos voor een gewapende varkenshoeder van de vijandelijke stam, toen een oude beer opdook die zo verrast was van zijn aanwezigheid dat hij op de vlucht sloeg. Cadoc markeerde de plaats met drie takken, en dit werd de plaats van de abdij van Llancarvan. Toen een bende rovers de abdij wilde plunderen, gingen Cadoc en zijn monniken hun tegemoet met hun harpen en gezangen. De rovers waren hierdoor zo verrast en betoverd door de muziek, dat zij afdropen. Cadoc zou ook zijn ouders tot bekering hebben gebracht en hen in het openbaar hun geloof hebben laten belijden. Beiden werden nadien eveneens vereerd als heilige.

## Levensavond
Later zocht Cadoc onderdak tegen de Angelsaksen op het eiland Flatholmes bij Vannes, waar hij samenleefde met de kroniekschrijver Gildas. Vervolgens week hij uit naar Bretagne en stichtte op een daar dichtbijgelegen eilandje een klooster. Hij keerde nadien terug naar Brittannië en ontvluchtte uit eigen wil de bescherming van zijn abdij Llancarvan om in de Saksische nederzettingen troost te bieden aan de overgebleven christenen, die de moordpartijen van de indringers hadden overleefd. In Weedon in Northamptonshire zou hij ten slotte een martelaarsdood zijn gestorven. Hij werd door Saksische ruiters gedood terwijl hij zijn dagelijkse mis aan het opdragen was.

## Patroonheilige
Zijn feestdag is op 25 september (voorheen op 23 en 24 januari). Hij wordt aangeroepen tegen krampen, doofheid en klierziekten.